# Нова Ольшана
Нова Ольшана (з 1924 по 2016 рік — Жовтневе) — село в Україні, у Прилуцькому районі Чернігівської області. Входить до складу Ічнянської міської громади. 
Населення становить 9 осіб. До 2017 року орган місцевого самоврядування — Ольшанська сільська рада.

## Географія
Село Нова Ольшана знаходиться на відстані 1,5 км від села Ольшана.

## Назва
До 2016 року мало назву "Жовтневе", але на сесії депутатів сільської ради було перейменовано в село Садове. 19 травня 2016 року перейменоване на Нову Ольшану без згоди депутатів сільської ради[джерело?].